# ناديا برادلي
ناديا برادلي (1945-1995) هي مناضلة مغربية ولدت لأب مغربي وأم إسبانية فرنسية الجنسية. حاصلة على بكالوريوس الفلسفة والأداب من جامعة السوربون في باريس. بدأ نشاطها المقاوم إثر تعرفها على محمد بودية وناشطين في باريس.
انضمت للجبهة الديمقراطية لتحرير فلسطين إثر حادث مع رئيس المكتب الأوروبي للجبهة في باريس عام 1971. مكثت في لبنان ضمن صفوف الثورة الفلسطينية سبعة سنوات عملت خلالها في الإعلام الحربي لمنظمة التحرير، وعادت بعدها لموطنها الأصلي المغرب بعد انسحاب الثورة وقبل إجتياح بيروت بشهر عام 1982. عملت بالصحافة والإعلام وأسست صحيفة باللغة الفرنسية وتوفت عام 1995متأثرة بما أصابها من أمراض داخل السجن.

## اعتقالها
وصلت ناديا خليل برادلي في 11 نيسان 1971 إلى مطار اللد بجواز سفر فرنسي مزور تحت اسم هيلين ماترين وكان عمرها 25 عام وشقيقتها ريثا 19 عام وثلاثة فرنسيين للقيام بعملية فدائية لتفجير تسع فنادق في تل أبيب بواسطة بودرة متفجرات شديدة الإنفجار، وفور وصولهم المطار عُثِر على بطاريات لأجهزة التفجير والبودرة داخل كعوب أحذية ومساحيق للتجميل وداخل ملابسهم، فتم إلقاء القبض عليهم بسبب ملاحقة المخابرات الفرنسية لشابة فرنسية من ضمن المجموعة، فحكم على ناديا بالسجن لمدة إثنتي عشرة عام وأختها بالسجن عشر سنوات. وبعد ثلاثة سنوات من الاعتقال في سجن «نيفي ترتسيا» في أبريل 1974 تم حقنها بمواد كيميائية بطيئة الموت إنتقاماً لما حملته من مواد متفجرة وقال لها الصهاينة أمامك عشرون عاماً لتموتي.
وتم الإفراج عنها بسبب تدهور وضعها الصحي والأمراض التي عانت منها وبوساطة القنصل الفرنسي وأُبعدت إلى باريس بطائرة. ثم انتقلت للبنان واستمرت بالعمل ضمن صفوف الجبهة الديمقراطية هناك، وتزوجت من مصطفى الجفال أستاذ جامعي فلسطيني ومن نشطاء الجبهة الديمقراطية.
أطلقت الأسيرة زكية شموط اسم ناديا على ابنتها البكر التي ولدت داخل السجن تيمناً برفيقتها بالأسر وتقديراً لدورها النضالي.